# Steve Stoll
Steve Stoll (ur. w 1967 w Nowym Jorku) – amerykański artysta z kręgów muzyki elektronicznej tworzący w gatunkach ambient i minimalistycznej odmianie techno. Współpracował także z Pete Namlookiem przy muzycznym projekcie Hemisphere.
Dyskografia Steve Stolla:
1995 Pacemaker
1995 I'm Gonna
1997 Damn Analog Technology
1998 The Blunted Boy Wonder
1999 Supernatural